# Distrito de Urubamba

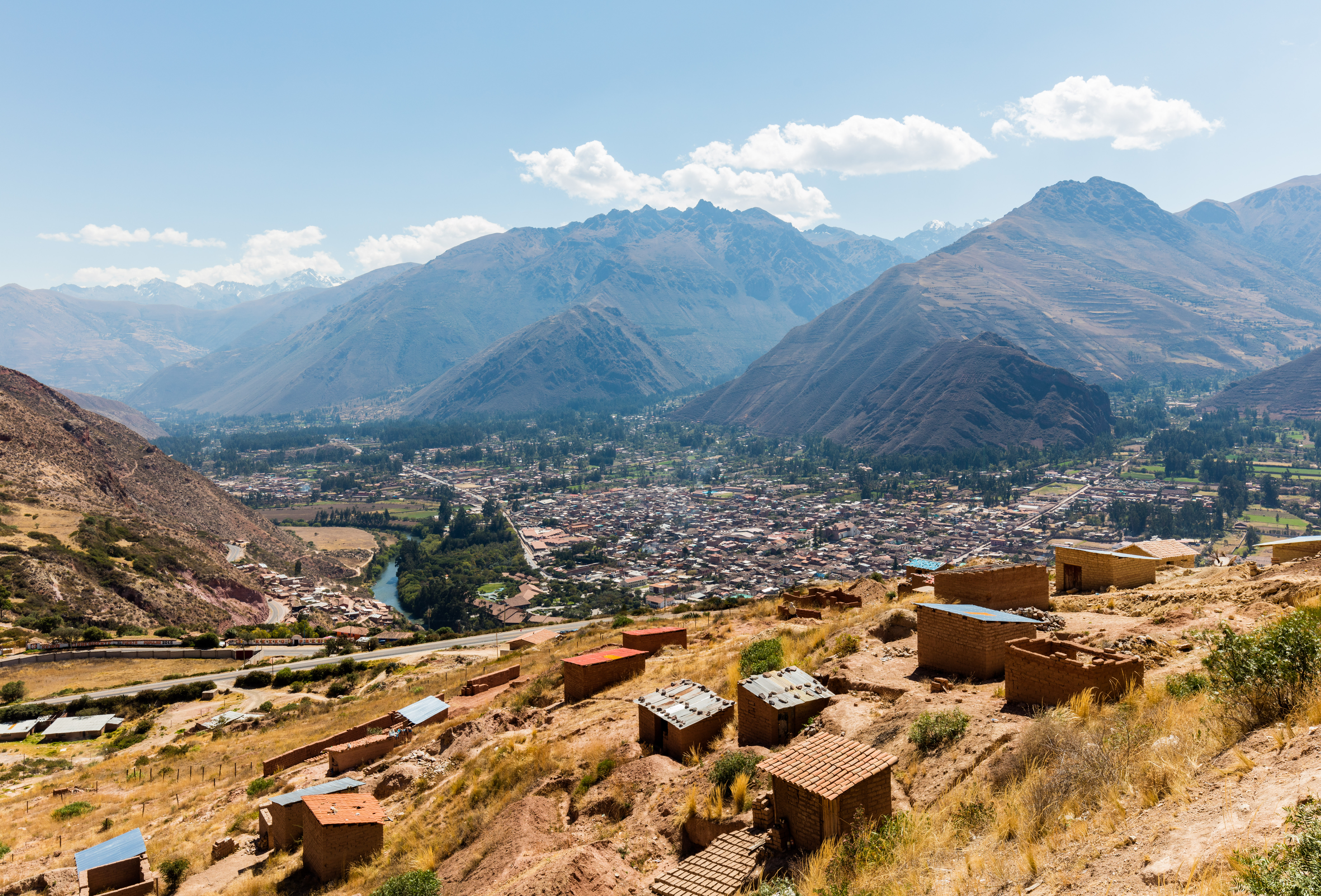
Vista general de la ciudad de Urubamba

El distrito de Urubamba es uno de los siete que conforman de la provincia de Urubamba, ubicada en el departamento del Cuzco en el Sur del Perú.
Desde el punto de vista de la jerarquía eclesiástica está comprendido en la Arquidiócesis del Cusco.

## Historia
Oficialmente, el distrito de Urubamba fue creado el 21 de junio de 1825 mediante Decreto del Libertador Simón Bolívar.

## Geografía
La capital es el poblado de Urubamba, situado a 2 869 m s. n. m.

## Centros poblados
- Yanahuara

## Autoridades

### Municipales
- 2015-2018[2]
  - Alcalde: Ing.Humberto Huaman Auccapuma, del Movimiento Regional Tierra y libertad.
  - Regidores:

### Religiosas
- Decano: Pbro. Elmer Fredy Pérez Sánchez (Párroco de San Pedro Apóstol).
- Vicario: Pbro. César Cárdenas Andrade.

### Policiales
- Comisario: Comandante PNP Gilberto V. Uriarte Caña (2022 y 2023)

## Festividades
- Señor de Torrechayoc.
- San Juan.
- Virgen de la Merced.